# فرانک آدامز (بازیکن فوتبال)
فرانک آدامز (انگلیسی: Frank Adams; ۸ فوریهٔ ۱۹۳۳ – ۲۵ مارس ۲۰۰۹) بازیکن فوتبال اهل بریتانیا بود.
از باشگاه‌هایی که در آن بازی کرده‌است می‌توان به باشگاه فوتبال بری و باشگاه فوتبال ترانمره راورز اشاره کرد.